# حقوق الإنسان في المجر
تخضع حقوق الإنسان في المجر لدستور المجر، والقوانين التي أقرتها الجمعية الوطنية، ولإشراف المنظمات الدولية مثل مجلس أوروبا. أعربت جماعات حقوق الإنسان مثل منظمة العفو الدولية وهيومان رايتس ووتش عن قلقها بشأن وضع حقوق الإنسان في المجر تحت حكم فيكتور أوربان وحزب فيدس منذ عام 2010.

## أساس قانوني
ينص دستور المجر على أن الالتزام الأساسي للدولة هو حماية حقوق الإنسان. يورد العديد من الحقوق المحمية، وينص على تحديد الحقوق بموجب القانون، ويضمن عدم تطبيق هذه الحقوق بطريقة تمييزية. يضمن القانون 125 لعام 2003 المساواة في المعاملة لجميع الأشخاص في المجر. المجر طرف في العديد من المنظمات والمعاهدات الدولية لحماية حقوق الإنسان. انضمت إلى مجلس أوروبا في عام 1990 وهي ملتزمة بالاتفاقية الأوروبية لحقوق الإنسان.
كجزء من العملية اللاليبرالية، ضَعُف التزام الدولة بحماية حقوق الإنسان في ظل حكومة فيدس. لا تنظر القرارات القضائية إلى حقوق الإنسان باعتبارها عاملًا، ومن غير المرجح أن تطبق الحكومة المجرية معايير حقوق الإنسان التي اتفق عليها المجتمع الدولي.

## حرية سياسية
اتهمت هيومان رايتس ووتش الحكومة المجرية بالتحايل على الفصل بين السلطات والحكم من خلال سلطة تنفيذية تزداد قوة. لم يُعالج الفساد في الحكومة المجرية على الرغم من الانتقادات الموجهة من منظمات مثل مجموعة الدول لمكافحة الفساد. قانون حرية المعلومات محدود في سلطته في طلب الكشف، وتعفى منه العديد من الأنشطة الحكومية. استجابة لوباء كوفيد-19 في مارس 2020، منحت الحكومة صلاحيات الطوارئ للسلطة التنفيذية فاكتسبت حرية واسعة في الحكم من خلال المرسوم، وجُددت هذه الصلاحيات عدة مرات بعد ذلك. استخدِمت هذه الصلاحيات لتقييد الحريات المدنية خارج نطاق الصحة العامة.
صنف مؤشر الديمقراطية المجر في المرتبة 56 بين أكثر الدول ديمقراطية في عام 2021، بدرجة 6.50 من أصل 10. صنفت فريدوم هاوس المجر على أنها «حرة جزئيًا» في عام 2022 بنتيجة 69/100. في مؤشر مدركات الفساد، احتلت المجر المرتبة 73 من أصل 180 دولة في عام 2021.

### انتخابات
أثار التلاعب بقوانين الانتخابات، والمخالفات الانتخابية، والسيطرة على وسائل الإعلام المخاوف أثناء الانتخابات إلى جانب دعم الناخبين للديمقراطية غير الليبرالية. خلص تقرير لمنظمة الأمن والتعاون في أوروبا في عام 2018 إلى أن الحكومة لا تشجع المشاركة العامة في الإشراف على الانتخابات من خلال «خطاب التخويف» وأن الانتخابات غالبًا ما تتم دون وجود معارضة أو مراقبين غير حزبيين. لم يجدوا أي دليل على تزوير الانتخابات الذي من شأنه أن يؤثر على نتائجها.
وُجد أن حزب فيدس الحاكم يستخدم موارد الدولة لإعاقة قدرة المنافسين الانتخابيين على المنافسة، وقد اتُهمت الحكومة بفرض عقوبات مالية على المناطق والمدن التي تسيطر عليها المعارضة. اتُهمت الحكومة بترشيح مرشحين معارضين مزيفين لتقسيم الأصوات لصالح فيدس. تدخلت السلطات أيضًا في قدرة شخصيات المعارضة على الانخراط في أنشطة سياسية سلمية. تستخدم حكومة أوربان وسائل الإعلام الحكومية في الحملات الانتخابية، ويُستخدم مكتب التدقيق الحكومي لمراقبة النشاط السياسي المعارض مع التغاضي عن نشاط فيدس.

## الحريات المدنية

### حرية التعبير
يكفل الدستور الحق في حرية التعبير، لكنه يجرم أيضًا خطاب الكراهية. تصل عقوبة خطاب الكراهية وإنكار الإبادة الجماعية إلى السجن لمدة تصل إلى ثلاث سنوات. في عام 2016، وجدت المحكمة الأوروبية لحقوق الإنسان أن المجر انتهكت حقوق القاضي أندراس باكا بعد إقالته لانتقاده الحكومة في قضية باكا ضد المجر.
الاحتجاج قانوني في المجر ويمارس بانتظام، على الرغم من تطبيق القيود بعد تعديل دستوري ونص قانوني في عام 2018. ردًا على مظاهرة أمام منزل رئيس الوزراء، قيدت حكومة المجر القدرة على الاحتجاج وذلك باعتباره انتهاكًا للخصوصية، ومنحت الشرطة المجرية «سلطات تقديرية واسعة» لإنفاذ هذا القانون. عارض اتحاد الحريات المدنية المجري التغيير، مشيرًا إلى مخاوف من تجاوز الشرطة وإسكات الاحتجاجات ضد أحكام المحاكم المجرية.

### حرية الصحافة
تخضع وسائل الإعلام في المجر لسيطرة الحكومة في الغالب، والصحافة المستقلة محدودة. استهدفت انتهاكات الخصوصية الصحفيين الاستقصائيين، وقد أصدرت الحكومة تهمًا جنائية لطباعة أشياء ترى أنها كاذبة. غالبًا ما تشتري الحكومة أو تُغلق وسائل الإعلام التي تنتقد فيدس. اعتبارًا من عام 2019، سيطر الحزب الحاكم على تمويل ما يقرب من 80% من سوق الأخبار السياسية، وعادة ما لا تتمكن المناطق الريفية من الوصول إلى الأخبار المستقلة. غالبًا ما يُحرم الصحفيون من الوصول إلى المعلومات ويُنتقدون علنًا في دعاية الدولة.
في عام 2021، أصدر مفوض حقوق الإنسان مذكرة تدين حرية التعبير وحرية الإعلام المحدودة في المجر، منتقدًا «حملات التشهير المستمرة» ضد الصحفيين والمدافعين عن حقوق الإنسان لقمع الانتقادات الموجهة إلى الحكومة، وسلطة مجلس الإعلام المجري على تمويل وسائل الإعلام، وغياب المساءلة في وسائل الإعلام الموالية للحكومة. وجدت المقررة الخاصة للأمم المتحدة المعنية بحرية التعبير، أيرين خان، في تحقيق أجري عام 2021، أن الإعلام الحر قد قوِض في المجر.

### الحق في الإجراءات القانونية
الحق في الإجراءات القانونية الواجبة محمي بوجه عام في المجر. يتطلب نظام العدالة الجنائية المجري إبلاغ المشتبه بهم بالتهم الموجهة إليهم. يمكن احتجاز المشتبه بهم لمدة 72 ساعة على الأكثر، وبعد ذلك يجب تقديم مذكرة للاحتجاز السابق للمحاكمة لمواصلة الاحتجاز. تخول عدة ظروف للمتهم الحق في الاستعانة بمحام ويحق للمشتبه بهم إبلاغ الشرطة بحقوقهم قبل الاستجواب. يحق للمدعى عليهم الحصول على محاكمة عادلة، وهذا الحق مطبق عمومًا. ينص القانون على استقلال القضاء، على الرغم من أن منظمات حقوق الإنسان زعمت أن الحكومة في عهد فيدس أخلت باستقلال القضاء. وجدت منظمة العفو الدولية أن سلطة الرئيس على القضاء قوضت استقلاليته.
غالبًا لا يُبلغ عن الإساءة الجسدية من قبل الشرطة ولا يُحقق فيها في كثير من الأحيان. تبين أن الظروف في السجون غير ملائمة، على الرغم من أن زيادة المرافق في عام 2020 قد خففت من الاكتظاظ.

### الحق في الخصوصية
يكفل الدستور الحق في الخصوصية. لكن تبين أن حكومة المجر استخدمت برنامج التجسس بيغاسوس ووسائل أخرى لمراقبة الصحفيين والسياسيين وغيرهم من الشخصيات البارزة. لا تحتاج الوكالات الحكومية إلى إذن قضائي للقيام بمراقبة التهديدات الإرهابية المشتبه بها.

### الحق في التعليم
تكفل المادة الحادية عشرة من الدستور المجري الحق في التعليم، وتجعل التعليم الابتدائي إلزاميًا، وتنص على أن تقدم الحكومة المساعدة في الحصول على التعليم العالي. تضمن المادة التاسعة والعشرون حق الطلاب في التعلم بلغتهم الأم. تآكلت قدرة مؤسسات التعليم العالي على العمل بشكل مستقل حيث أدى إصلاح التعليم في المجر إلى زيادة سيطرة الدولة على الجامعات. قيدت الحكومة المجرية قدرة الجامعات على تدريس أو دراسة العلوم الاجتماعية وألغت مجال دراسات النوع الاجتماعي بالكامل. غالبًا ما تستهدف وسائل الإعلام الحكومية الأكاديميين بصفتهم «عملاء سوروس». في عام 2020، أدانت محكمة العدل الأوروبية انتهاكات الحرية الأكاديمية من قبل الحكومة المجرية. وجدت منظمة العفو الدولية أن حظر المواد التعليمية للأطفال فيما يتعلق بموضوعات مجتمع الميم يعد انتهاكًا للحقوق التعليمية.